# Енергетичне моделювання
Енергетичне моделювання або моделювання енергетичної системи — процес побудови комп'ютерних моделей енергетичних систем для того, щоб проаналізувати їх. Такі моделі часто використовують аналіз сценарію для вивчення різноманітних припущень про технічні та економічні умови під час дії. Результати можуть показати ефективність системи, викиди парникових газів, загальні фінансові витрати, використання природних ресурсів та енергоефективність досліджуваної системи. Застосовується широкий спектр методів, починаючи від повністю економічного до повністю інженерного. Математична оптимізація часто використовується для визначення, в якомусь сенсі, найменшої вартості. Моделі можуть бути міжнародними, регіональними, національними, міськими чи автономними. Уряди підтримують національне енергетичне моделювання для розвитку енергетичної політики.
Енергетичне моделювання, як правило, покликані сприяти різним системним операціями, інженерне проектування або розробки енергетичної політики. Енергетичне моделювання окремої будівлі очевидно виключені, хоча вони також іноді називаються енергетичними моделями. Інтегровані моделі в стилі Міжурядової групи експертів з питань змін клімату (МГЕЗК, від англ. IPCC - Intergovernmental Panel on Climate Change), які також мають уявлення про світову енергетичну систему і використовуються для вивчення глобальних шляхів трансформації до 2050 або 2100.
Енергетичне моделювання набуває все більшого значення, так як важливість пом'якшення наслідків зміни клімату стала більш важливою. Сектор енергозабезпечення є найбільшим джерелом глобальних викидів парникових газів. МГЕЗК повідомляє, що пом'якшення наслідків зміни клімату потребує кардинальної зміни системи енергопостачання, в тому числі включаючи заміну неосвоєної (окрім процесу захоплення та зберігання вуглецю) технології переробки викопного палива на альтернативи з низьким рівнем викиду парникових газів.

## Типи моделей
Використовуються найрізноманітніші типи моделей. Моделям, взагалі, може знадобитись захопити складну динаміку, таку як: 
- робота енергетичної системи
- технологія обороту запасів
- інноваційні технології
- поведінка компанії і домашнього господарства
- енергетичні і не енергетичні капіталовкладення та динаміка корегування ринку праці, які ведуть до економічної реконструкції
- розгортання структури і міського планування[2]:S28–S29

Моделі можуть бути обмежені певним електричним сектором, або можуть спробувати охопити всю енергетичну систему.
Більшість енергетичних моделей використовуються для аналізу сценарію. Сценарій — це послідовний набір припущень про можливу систему. Нові сценарії тестують для порівняння щодо базового сценарію — зазвичай буденна справа — і відзначають відмінність в результатах
Важливим фактором є часовий горизонт моделі. Однорічні моделі — встановлені або в сьогодні або в майбутньому (скажімо, у 2050) — припускають не розвиток структури капіталу, натомість зосереджуються на оперативній динаміці системи. Однорічні моделі зазвичай мають вбудовані значні часові (зазвичай погодинний дозвіл) і технічні деталі (наприклад, окремі фабрики і лінії трансмісій). Довготривалі моделі — які тривають протягом одного або декількох десятиліть (від нині і, скажімо, до 2050 г.) — намагаються інкапсулювати структурну еволюцію системи і використовуються для вивчення проблем розширення потужностей і переходу енергосистеми.
Моделі часто використовують математичну оптимізацію для вирішення надлишку в специфікації системи. Деякі з використовуваних методів є наслідком дослідження операцій. Більшість покладається на лінійне програмування (в тому числі програмування зі змішаними цілими числами), хоча деякі використовують нелінійне програмування. Обчислювачі можуть використовувати класичну або генетичну оптимізацію, такі як KMA-СЕ (Коваріаційна матриця Адаптації — стратегія еволюції, від англ. CMA-ES — Covariance Matrix Adaptation — Evolution Strategy). Моделі можуть бути рекурсиво-динамічними, такими, що послідовно вирішують для кожного часового інтервалу, а, отже, розвиваються з часом. Або ж вони можуть бути оформлені у вигляді однієї майбуньої міжчасової проблеми, і тим самим припускати, ідеальні передбачення. Однорічні інженерні моделі, як правило, намагаються мінімізувати короткострокові фінансові витрати, в той час як однорічні ринкові моделі використовувати оптимізацію для визначення ринкового клірингу. Довгострокові моделі, як правило, охоплюють кілька десятиліть, намагаються звести до мінімуму як короткострокові, так і довгострокові витрати як однієї міжчасової проблеми.
Попит (або домен кінцевого користувача) історично отримав відносно мало уваги, часто моделюється лише проста крива попиту. Криві споживання енергії кінцевого користувача, принаймні в короткостроковій перспективі, як правило, виявляються вельми нееластичними.
Поступово, як нестійкі джерела енергії та управління попитом на енергію стають все більш вагомим, моделі повинні були запровадити погодинний тимчасовий дозвіл, щоб краще фіксувати їхню динаміку в реальному часі. Довгострокові моделі часто обмежені розрахунками з щорічними інтервалами, на основі типових денних профілів, і, отже, менш підходить для систем зі значною зміною обновлюваної енергії.
Реалізація мов включає GAMS, MathProg, MATLAB, Python, R, Fortran, Java, C, C ++ і Vensim. Іноді використовуються електронні таблиці.
Інтегровані МГЕЗК моделі поєднують в собі спрощені під моделі світової економіки, сільського господарства та землекористування, а також глобальної кліматичної системи на додаток до світової енергетичної системи. Наприклад, Глобальну модель зміни оцінювання, повідомлення і нагадування.
Опубліковані дослідження з моделювання енергетичної системи були зосереджені на методах, загальній класифікації, огляді, децентралізованому плануванні, методах моделювання, поновлюваних джерелах енергії, політики галузевої енергоефективності, інтеграції електричних засобів транспорту, міжнародному розвитку, і на використанні багаторівневих моделей для підтримки політики захисту клімату. Дослідники проекту шляхів повної декарбонізації також проаналізували моделі типологій. Документ 2014 року описує задачі моделювання у майбутньому, оскільки енергетичні системи стають все більш складними, а людський і соціальний фактори стають все більш актуальними.

### Моделі електроенергетичного сектора
Моделі сектора електроенергії використовуються для моделювання електроенергетичних систем. Масштаби можуть бути національними або регіональними, в залежності від обставин. Наприклад, з огляду на наявність міжнаціональних зв'язку, європейська система західної електроенергії може бути змодельована в повному обсязі.
Інженерні моделі, як правило, містять хорошу характеристику використаних технологій, в тому числі мережі передачі змінного струму високої напруги, де це необхідно. Деякі моделі (наприклад, моделі для Німеччини) можуть приймати одну загальну шину або «мідну пластину», де решітка є сильною. Попит в сфері моделювання електроенергетичного сектора, як правило, представлений в профілі фіксованого навантаження.
Ринкові моделі, крім того, являють собою переважаючий ринок електроенергії, який може включати в себе вузлове ціноутворення.
Теорія ігор і модель на основі агентів використовуються для збору і вивчення стратегічної поведінки на ринках електроенергії.

### Моделі енергосистеми
На додаток до галузі електроенергетики, енергосистема модель включає в себе тепло, газ, мобільність і інші сектори, якщо це потрібно. Моделі енергосистем часто національний характер, але може бути й муніципальними (міським) або міжнародними.
Так звані спадні моделі цілковито економічного характеру за походженням і базуються на частковій або повній рівновазі. Моделі загальної рівноваги мають спеціалізовану діяльність і вимагають чітко визначених алгоритмів. Частково рівноважні моделі є більш поширеними.
Так звані висхідні моделі захоплюють інженерію і часто опираються на методи з дослідницьких операцій. Окремі заводи характеризуються їхніми кривими ефективності (також відомі як вхідні / вихідні відносини), номінальна потужність, інвестиційні витрати (CAPEX) і експлуатаційні витрати (OPEX). В деяких моделях ці параметри залежать від зовнішніх умов, таких як температура навколишнього середовища.
Виробництво гібридних: моделей зверху вниз / знизу вверх, щоб захопити як економіку та інженерію, виявилося складним завданням.

## Штатні моделі
Вони, як правило, у віданні національних урядів:

### LEAP
LEAP (Альтернативна енергетична система планування на великих відстанях) являє собою програмний інструмент для аналізу енергетичної політики і оцінки пом'якшення наслідків зміни клімату. LEAP була розроблена в SEI Центрі Стокгольмського Інституту навколишнього середовища в США. LEAP може бути використана для вивчення міських, загальнодержавних, національних і регіональних енергетичних систем. LEAP зазвичай використовується для прогнозування досліджень, які триватимуть приблизно від 20 до 50 років. Велика частина розрахунків відбувається інтервалом в один рік. LEAP дозволяє аналітикам політикам створювати й оцінювати альтернативні сценарії і порівняти їх енергетичні потреби, соціальні витрати і вигоди, а також вплив на навколишнє середовище.

### MARKAL/TIMES
MARKAL (Allocation MARKET) являє собою інтегровану платформу енергетичних систем моделювання, що використовуються для аналізу енергетичних, економічних і екологічних проблем на глобальному, національному та муніципальному рівні за період до декількох десятиліть. MARKAL може бути використана для кількісної оцінки взаємодії опцій політики, технічного розвитку і виснаження природних ресурсів. Програмне забезпечення було розроблене Програмою аналізу систем енергетичних технологій (ETSAP) Міжнародного енергетичного агентства (МЕА), протягом майже 20 років. 
TIMES (Інтегрована система MARKAL-EFOM є еволюцією MARKAL — обидві енергетичні моделі мають багато подібного. TIMES замінила MARKAL в 2008 році. Обидві моделі є технологічно точними, динамічними моделями часткової рівноваги на ринках енергетики. В обох випадках рівновага визначається шляхом максимізації загальної користі і для споживачів і для виробників за допомогою лінійного програмування. І MARKAL і TIMES написані в Гамс.:7
Генератор моделі TIMES також був розроблений в рамках технології програмної системи аналізу енергії (ETSAP). TIMES поєднує в собі два різних, але доповнюючих один одного, системні підходи до моделювання енергії — інженерний і економічний підхід. TIMES використовує технологію моделі генератора «від низу до верху», яка використовує лінійне програмування для одержання найменшої вартості енергетичної системи, оптимізованої відповідно до числа певних обмежень користувача, від середньо- до довготривалого. Він використовується для «дослідження можливих майбутніх енергоносіїв на основі різних сценаріїв».
Станом на   2015 рік, моделі генераторів MARKAL і TIMES використовуються в 177 установах в більш ніж в 70 країнах.:5

### NEMS
NEMS (англ. National Energy Modeling System — Національна система енергетичної моделі) є давньою моделлю державної політики Сполучених Штатів, за якою працює Департамент енергетики (DOE). НЕМС обчислює рівну ціну на паливо і потрібну кількість для енергетичного сектора США. Для цього, програмне забезпечення циклічно вирішує послідовність лінійних програм і нелінійних рівнянь. НЕМС використовується для моделювання попиту, зокрема, щоб визначити вибір споживачем технологій в житловому і комерційному секторах.
NEMS використовується для створення Щорічного енергетичного результату — наприклад, в 2015 році.

## Критика
Енергетичні моделі державної політики були піддані критиці за те, що недостатньо прозорі. Код і дані багатьох джерел повинні хоча б бути доступні для експертної оцінки, якщо не опубліковані. З метою підвищення прозорості та громадського визнання, деякі моделі проводяться у вигляді програмних проектів з відкритим вихідним кодом, часто розвиваються різноманітні співтовариства, коли вони починають діяти. OSeMOSYS є одним з таких товариств.